# Soukromá vichřice
Soukromá vichřice je román českého spisovatele Vladimíra Párala z roku 1966 s podtitulem Laboratorní zpráva ze života hmyzu. Jedná se o druhý díl „černé pentalogie“, jejímiž dalšími díly jsou Veletrh splněných přání, Katapult, Milenci a vrazi a Profesionální žena. Hned v roce 1967 se román dočkal filmového zpracování v režii Hynka Bočana.
Hlavními protagonisty jsou dva manželské a dva nesezdané páry. Jim všem je společný ubíjející stereotyp, kdy se společné soužití redukuje do podoby mechanicky opakovaných úkonů jakým je pravidelné nedělní hraní karet s přáteli, pravidelná návštěva kina či chvíle něžnosti vždy přesně o desáté večer každou sobotu. Někteří z protagonistů se snaží nespokojenost ve vztahu řešit nevěrou. Toto řešení ovšem nevydrží dlouho a postupem času i tato nová partnerství zevšední. Mladé páry nacházejí rozuzlení situace v tom, že si prohodí své protějšky. Manželské páry volí usedlejší možnost a ochotně se vrátí ke svým právoplatným partnerům.
Podobně jako u ostatních románů černé pentalogie se děj odehrává v Ústí nad Labem a aktéři povětšinou pracují v místní chemičce – Bohunka je laborantka, Ida kontrolorka, Standa Kocián je vedoucím úseku, Joska Nejtr vedoucím provozu a konečně Áda Vinš je vedoucím celého cechu. Pro zdůraznění stereotypu textem probíhají zmínky o číslech právě probíraných šarží, které v chemičce Bohunka v laboratoři testuje, aby výsledky testů Standa, Joska a posléze Áda odprezentovali svým nadřízeným. Šarže jsou zmiňovány vždy po třech, přičemž na počátku knihy je testována šarže 379, na jejím konci pak šarže 583.
Ona „vichřice“ v názvu knihy odkazuje nejen na změny v soukromých vztazích protagonistů – v závěru knihy je samotné počasí v Ústí delší dobu deštivé a nepříznivé. Kapitoly knihy jsou pojmenované podle počátečního písmene jména hrdiny dané kapitoly následované pořadovým číslem. 

## Děj
Hlavními postavami jsou čtyři bezdětné páry: manželé středního věku Áda a Jóža Vinšovi, podobně staří manželé Joska a Ida Nejtrovi, dále pak mladí Mirek Machulka s Bohunkou Austovou a Standa Kocián s Inkou. Nejtrovi chodí každou neděli k Vinšovým na partii kanasty, po níž Jóža s Joskou zabřednou do krátkého rozhovoru o kultuře a Áda s Idou osamějí ve vedlejší místnosti. Áda a Ida třikrát do roka spolu podvedou své partnery, což je Jóže s Joskou ovšem známo. Hlavními hybateli děje jsou nicméně Áda a Bohunka, kterým čím dál víc vadí ubíjející stereotyp v jejich vztazích a to je jednoho dne svede dohromady. 
Áda vykonává tytéž činnosti, které ho nebaví, současně je ale vyžaduje – příkladem budiž sulc k večeři každou sobotu, po níž přesně v deset následuje krátké manželské milování zakončené pokaždé Jóžiným „Achtymůjbože!“. Podobně i Bohunka, bydlící na pokoji s Inkou, má každý týden totéž: každé úterý a čtvrtek si s Mirkem chodí sednout do restaurace a pak do kina, každou sobotu pak následuje Mirkovo škemrání a méně než minutu trvající soulož. Áda a Bohunka se jednou při toulkách městem náhodou seznamují a z Bohunky, laborantky, se stává milenka vedoucího inženýra Ádi, který s ní začne trávit dlouhé chvíle ve své chatě v horách nad městem. Pozorujíc nevěru svého muže, zamiluje se Jóža do Josky, skamarádí se s jeho partou intelektuálů a vede život plný hovorů o umění, vymetání lokálů a ponocování. Bohunka opouští Mirka, současně však vychází najevo, že je do Bohunky už několik let tajně zamilován Standa, přítel Inky. Standa začne milenecký pár tajně sledovat a spřádat plány na úkladnou vraždu Ádi, svého šéfa. Vyhloubí si za tím účelem v lese krytou pozorovatelnu.
Áda, Bohunka, Jóža i Standa jsou však nakonec svým novým způsobem života unaveni. Áda čím dál víc času tráví v hospodě a při jedné takové návštěvě se náhodou setká se Standou, který už je jen krůček od toho, Ádu v nestřežené chvíli o samotě zabít. Nakonec se spolu oba opijí, potykají si, usmíří, a Áda rád přenechá Bohunku Standovi. Bohunka, která byla nejprve z Ádi u vytržení, se s tímto starším mužem nudí a Standu přivítá celkem ráda. Jóžu omrzelo každodenní flámování a intelektuální přátelé jí už lezou na nervy. Dává se opět dohromady s Ádou, oba s tím druhým nyní šťastni, a vše nakonec plyne tak, jako na začátku. Tatáž situace je nyní popisována a interpretována danou postavou rozdílně – co se nejdřív zdálo jako nuda, je nyní jistota apod. 
Poslední kapitola románu je vlastně počátkem opakujícího se cyklu: Standa a Bohunka „Boža“ Kociánovi očekávají, jako každou neděli, Mirka a Inku Machulkovy na partii kanasty, po níž Standa s Inkou na jedné straně a Bohunka s Mirkem na straně druhé na chvíli osamějí a vzpomenou na staré časy. 

## Ukázky
Zmechanizovaný život se projevuje různě. Charakteristickou situací je v knize sobotní večer u Vinšových, který tráví Jóža četbou kvalitní literatury, zatímco Áda v křesle podřimuje nad nahodilou knihou, aby přesně v deset večer vyzval Jóžu k přesunu do ložnice a k následnému milování, zakončenému Jóžiným výkřikem:
„Jasně. Prostě napřed si to myslel jinak, než to pak bylo.“ „To ale… by pak nebyla žádná zvláštní myšlenka…“ „Taky si myslím. Už je deset, číčo.“ Joža by si ještě četla, ale Ádova dlaň jí velitelsky sevřela šíji a dřela obratle, Joža mlčky vstala a vyšla z pokoje, Áda shodil župan a v ložnici vlezl pod přikrývku, za ozářenou skleněnou výplní dveří slyšel Jožino přecházení, otvírání jedněch oken a zavírání jiných, zamykání a spouštění vody, snažil se nezavřít oči, konečně tma, zavrzání vedlejšího lůžka a závan broskvového krému, nadechl se a našel její ruku. „Číčo…,“ zašeptal, převrátil se k ní a pravidelně a mocně jí oddechoval do tváře, „Achtymůjbože…,“ vzdychla posléze Joža, Áda se krátce zasmál, převrátil se zpátky a okamžitě usnul.

Tytéž situace jsou často popisovány z pohledu různých osob. Níže je popsána situace z předchozí ukázky v podání Jóži:
V tichém pokoji tikaly hodiny po nebožtíku tatínkovi a ulicí chvílemi přejel vůz. V ušatém křesle pod stojací lampou podřimoval Áda v červeném županu čekaje na svou desátou hodinu a pak vstal, stoupl si za křeslo a: „Co to čteš?“, což znamenalo: Nech už toho! A pak: „Už je deset, číčo,“ neboli: Pojď si se mnou lehnout! A již jeho dlaň naléhavě dřela šíjové obratle. A tak ještě zavřít okno v kuchyni a otevřít větračku v pokoji, zamknout a sobotní hygiena ústní vody, pesaru a broskvového krému, sotva Joža ulehla, byla tu již jeho ruka a jeho „Číčo…,“ láska po deseti letech manželství, „Achtymůjbože…,“ vzdychla pak Joža, vděčnost za pozornost a za námahu dík.

Tato pasáž se v lehkých obměnách objevuje v knize několikrát. Naposled pak na konci příběhu, když se k sobě manželé Vinšovi vrátí a tutéž posloupnost mechanických úkonů vidí v novém, a mnohem jasnějším, světle:
(a protože bylo teprve za tři minuty deset:) „… co bys řekl tomuhle, Ádo?“ „To je docela jasný: doma je holt doma!“ Svou přirozenou inteligencí dešifroval Kafku jistě srozumitelněji než pan doktor Goldstücker s Nejtrem a Maxem Brodem, (ale protože bylo už deset:) vstal, protáhl se a stoupl si za křeslo: „Už je deset, číčo!“ a cítila jeho ruku na šíji. Což znamená: „Mám tě pořád rád!“ Tak ještě honem honem zavřít okno v kuchyni, a otevřít větračku v pokoji, zamknout a jako kdysi ve starém Římě růžový olej a pižmo, my dnes ústní vodu, pesar a broskvový krém, „Číčo…,“ zašeptal, což znamená „Toužím po tobě…,“ v hierarchii hodnot stojí nejvýš svatá Jistota a je už podružné čeho, přijímat jeho sebeobětování, ale ne zas přes míru, tuhle večer si stěžoval na srdíčko, oběť se protiobětí násobí a proto radši už: „Achtymůjbože…“

Nový způsob života je pro hlavní postavy zpočátku přitažlivý a plný zážitků. Postupem času však každou z postav tento nový život omrzí a dojde do bodu, kdy si pomyslně řekne „Dost!“, kteréžto slovo u každé z nich zní jinak:
- Áda – Zpočátku si užíval milování s o jednu generaci mladší Bohunkou, která na jeho přání při souloži neustále zvedala lokty:

A Bohunka si šla pro mokrý Ádův hubertus, uklohnila v něm svůj majstrštyk a jediný, co svede: guláš z buřtů, [...], ale no tak pocem, když už jsme tady a když ty bys bez toho neusnula, „Lokty… Když si pomyslím, že bych mohl mít stejně starou dceru… ještě výš…“ Když pomyslím, že bych mohl mít stejně starou dceru, „… a zas trochu dozadu… To je otřesné. „Slez!“

- Bohunka – Zpočátku oslněna tím, jak s ní starší Áda chodí do restaurací:

Co je nám tamten ve skle, který by mohl být naším tátou, zítra nás ještě zaveze do Hubertusu, i pozítří, ale je taky za měsíc a za rok, už jen to dávání a propadání zbylo, ošklivě málo, když je vám teprve dvacet, vždyť by mohl být naším tátou, „Lokty…“ NAŠÍM TÁTOU – „Číčo…“ Víc než ošklivý, je to k pláči a „Pusť!“

- Jóža – Zpočátku tráví čas s Joskou a jeho vzdělanými přáteli, přičemž přespává u jedné ze svých nových přítelkyň, u níž přespává i Joska. Před spaním si s Joskou přes zeď ťukají na znamení přízně:

Když konečně odtáhnou, bude ještě Joska otravovat tím stupidním ťukáním, stejně se chce jenom pomstít Ádovi za Idu a za svůj zaraženej služební postup, [...] a Joska zas mlátí do zdi, dneska asi už pohrabáčem, aby přitom mohl ležet, Joža vztekle kousala ve tmě do bůčku, takhle si ťukají vězni v celách a to vězeňské okénko lijákem jenjen drnčí, posadila se v té žalostné posteli, už před válkou rozmašírované vojenskými láskami služek a rozhodně: „Ticho!“

- Standa – Zpočátku zosnoval plán jak zavraždit Ádu. Začíná si uvědomovat nedostatky svého plánu:

[...] ty kriple, jezdíš sem kvůli zdravýmu vzduchu nebo oddělání toho chlapa, na to druhý bylo už dvacet příležitostí a tys dobře věděl, že všecky stojejí za vyliž, [...] existujou taky rekonstrukce, laboratoře a cvičený psi, [...], Inka s radostí vycinká motiv, místo Vinše přijde sígr, kerej začne provozákům tvrdě šlapat na paty a nutit je do všelijakejch posranejch škol, Bohuna se do roka vdá a ty vyfásneš špagát za úkladnou chladně uváženou – „Hovno!“

## Filmová adaptace
Rok po vydání románu byl natočen stejnojmenný film podle scénáře Věry Kalábové a v režii Hynka Bočana. V roli Standy Kociána vystupuje Pavel Landovský, Bohunku hraje Daniela Kolářová, Áda Vinš a Jóža Vinšová jsou po řadě představováni Josefem Somrem a Mílou Myslíkovou, a konečně v rolích Josky a Idy Nejtrových se objevuje Josef Chvalina a Eva Geislerová.